# Thème et variations (Boulanger)
Pour les articles homonymes, voir Thème et variations.
Thème et variations ou Morceau pour piano : Thème et variations est une œuvre pour piano de Lili Boulanger composée entre 1911 et 1914.

## Histoire
Lili Boulanger commence à composer ce morceau en 1911[réf. nécessaire]. Elle l'achève le 12 juin 1914,, alors qu'elle est à Rome à la Villa Médicis après avoir remporté le prix de Rome,. 
Le manuscrit autographe, conservé par la BnF (Ms. 19493), porte comme titre « Morceau de piano / Thème et variations ». 
Cette œuvre est à rapprocher du Thème et Variations de Gabriel Fauré, qui lui a donné des cours de piano.
Longtemps restée inédite, non publiée du vivant de Lili Boulanger ou de sa sœur Nadia Boulanger, le comité de la Fondation internationale Nadia et Lili Boulanger refusant ensuite toute édition, la partition n'est publiée pour la première fois qu'en 1993, par Chromattica USA Press (édition par Selma Epstein (en)),.

## Structure
L'œuvre est en do mineur.

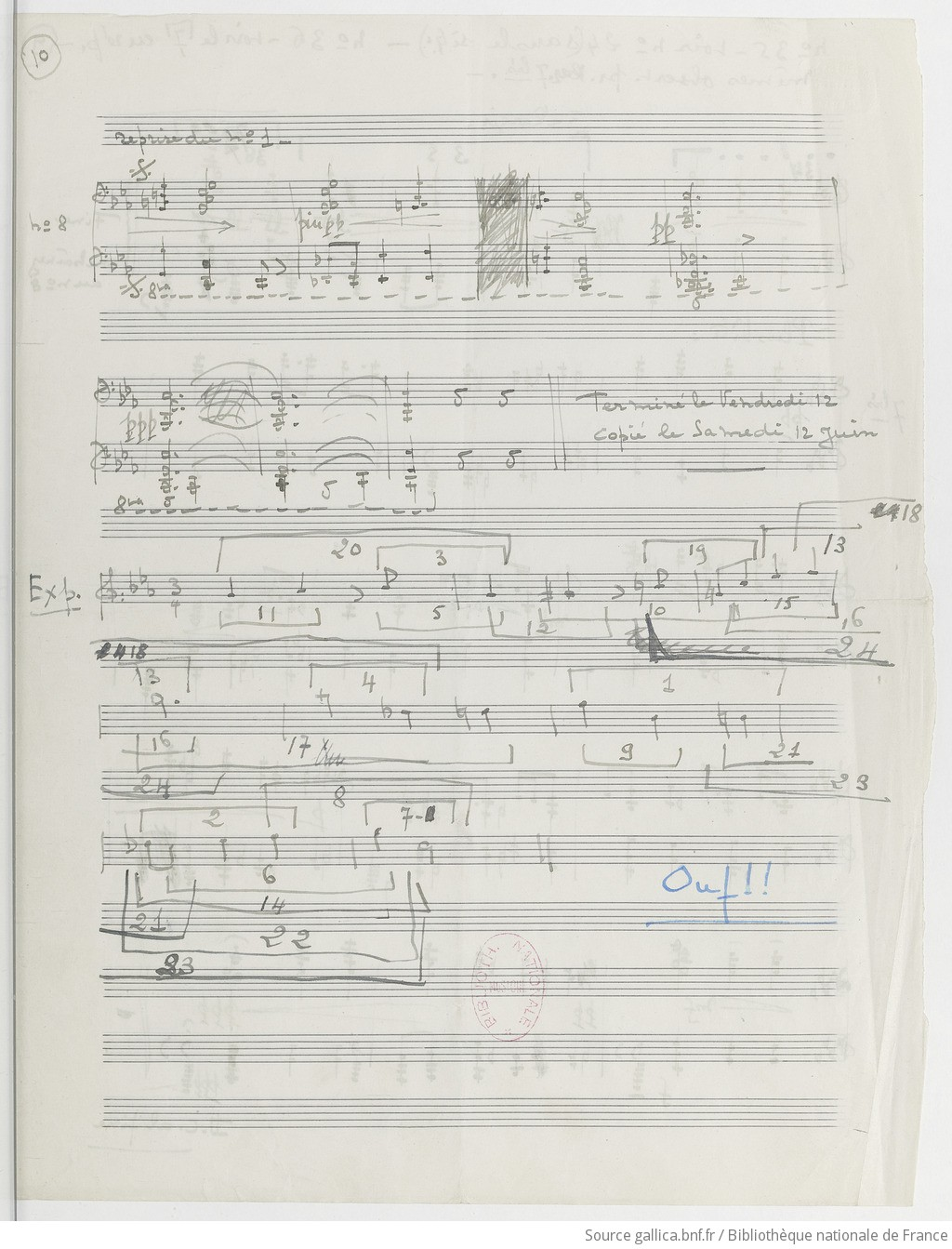
Dernière page du manuscrit autographe.

Tout au long de la partition, Lili Boulanger a noté des indications sur l'utilisation structurelle du thème. À la fin des variations, la compositrice écrit : « Ouf ! ».
Dans le détail, se succèdent :
- Thème (Assez lent. Avec douleur mais noble) ;
- Variations :

1. Thème à la basse (Lent. Avec grandeur mais sombre, douloureux) ;
2. Sur la tête du thème (très tenaillé, douloureux) ;
3. Thème à la partie supérieure (Moins lent. Plus simple, avec plus de grandeur) ;
4. La basse et surtout le chant bien en dehors ;
5. Thème à la partie supérieure (Très calme) ;
6. Thème modifié à la partie supérieure (Moins lent) ;
7. Thème totalement modifié (Pas très lent. Très large) ;
8. Reprise du no 1 (Lent. Avec grandeur mais sombre, douloureux)[4].

## Commentaires
Thème et variations est d'une durée moyenne d'exécution de dix minutes environ.
Pour Émile Naoumoff, « ces pages austères et passionnées, sans joliesse sont bouleversantes ».
Pour Pauline Lambert, le Thème et variations « relève certes d'un exercice typiquement scolaire mais on entend toute la profondeur et la puissance de l'écriture de Lili Boulanger, bien loin de l'image convenue d'une jeune fille fragile et malade. C'est une page sombre et mystérieuse qui vous prend aux entrailles et ne vous lâche plus. Le thème est une mélodie très simple qui tente de s'élever, sinueuse et tourmentée, caractère que les variations ne feront qu'accentuer ».

## Discographie
- Émile Naoumoff (piano), In Memoriam Lili Boulanger, Marco Polo, 1994, premier enregistrement mondial.
- Ariane Gray Hubert (piano), A Piano Solo Tribute : My Way, AGH Productions, 2002.
- Moisès Fernández Via (piano), Les mains nues, Urtext, 2015.
- Johan Farjot (piano), Sisters : Lili & Nadia Boulanger, Complete Piano Works, Klarthe, 2021.